# 田中義三
田中 義三（たなか よしみ、1948年7月23日 - 2007年1月1日）は日本の新左翼の活動家でよど号グループのテロリスト。青森県三沢市出身。

## 人物
7歳の頃に母親の出身地である熊本県に移住。熊本県立済々黌高等学校を卒業後、明治大学（夜間学部・政経学部Ⅱ部）に入学。1960年代末の学生運動に参加し、社会主義学生同盟に加盟。1969年において赤軍派に属し、東京戦争で警視庁本富士警察署火炎瓶投擲事件に関与。
1970年に8人の仲間とともによど号ハイジャック事件を起こす。よど号犯の中では最初に操縦室に入って機長に日本刀（後に模造品と判明）を突き付けている。4月3日に山村新治郎運輸政務次官との人質交換において、犯人代表として一時的に韓国の金浦国際空港に降りている。北朝鮮に亡命。1977年5月5日、水谷協子と結婚。
1996年3月24日、カンボジアにおいて二人の北朝鮮大使館員とともに北朝鮮大使館の公用車に乗ってベトナムの陸路国境に向かうが、カンボジアの警察官に停止命令を受ける。
北朝鮮大使館員らは外交特権を振りかざし、検査を拒否。籠城の末に国境突破を図るが、カンボジアの警察官は射撃態勢を取って防ぐ。
身柄が移送されたタイにおいて、自ら田中義三であることを認めた。タイでは、タイのリゾート地、パタヤで発見された大量の偽ドル札を偽造容疑で起訴された。起訴された当時は北朝鮮によるアメリカ合衆国ドルの偽札に関与していたとして注目されたが、田中自身の刑事裁判では無罪が確定（同行者の2人は偽ドル札事件の有罪が確定した）。タイで拘留中はマスコミによるテレビ撮影によるインタビューなども行われており、送還直前のテレビ取材に対しては「服役後はもう一度大学で勉強しなおしたい。」と話していた。服役中は実話ドキュメントに獄中から連載を掲載していた。
2000年6月に日本に引き渡される。よど号事件から30年3ヶ月が経過していた。よど号事件と警視庁本富士警察署火炎瓶投擲事件で国外移送目的略取罪など3つの罪で起訴される。2002年2月に東京地裁で懲役12年の判決を受ける。東京高裁も控訴を棄却。2003年6月に上告を取り下げ、懲役12年が確定する。
熊本刑務所で服役していたが、2006年11月22日に肝臓癌のため大阪医療刑務所に移監、12月15日に東京高検が刑の執行停止。2007年1月1日死亡。58歳没。

## 家族
- 田中の3人の娘は、2001年5月に長女が、2004年1月に次女と三女が日本に帰国している。
- 田中の妻（愛知大学出身[6]）は2004年10月に帰国時に旅券法違反で逮捕され、2005年5月に懲役1年6ヶ月・執行猶予4年が確定した[7]。柴田泰弘の妻だった八尾恵の証言によると、田中の妻は北朝鮮に拉致された有本恵子の教育係であった。

## 著作
- 「よど号、朝鮮・タイそして日本へ」（現代書館）